# Carlo Collicola
Carlo Collicola (Spoleto, 1º giugno 1682 – Roma, 20 ottobre 1730) è stato un cardinale italiano.

## Biografia
Proveniente da una nobile famiglia di castello Montesanto, Carlo Collicola iniziò i propri studi a Spoleto nel collegio dei Gesuiti annesso alla chiesa di Santa Maria della Concezione, per poi trasferirsi a Roma ove si iscrisse all'Università La Sapienza, addottorandosi in legge nel 1707.
Il 22 maggio 1706 era già stato nominato protonotario apostolico partecipante e dal 15 gennaio 1707 venne ascritto come referendario del tribunale della Segnatura apostolica. Dal 1710 al 1717 ricoprì per diverse volte le funzioni di segretario della Sacra Congregazione per la Propaganda Fide sino a venire nominato chierico della camera apostolica dal 10 dicembre 1712 e presidente della Grascia (ramo della burocrazia romana che amministrava l'approvvigionamento di carni, grassi e olio) dal gennaio del 1715. Vice-tesoriere generale della camera apostolica dal 21 gennaio 1718, per via di un periodo di malattia di monsignor d'Aste, venne nominato prefetto temporaneo di Castel Sant'Angelo e sovrintendente generale delle galere, dei porti e delle torri marittime (febbraio 1718 - maggio 1728). Il 3 febbraio 1721 gli venne affidata la carica di tesoriere generale della camera apostolica e di prefetto della Marina, rimanendo in carica sino alla sua promozione al cardinalato. Durante questo periodo fece ripulire il lago di Santa Felicita ed il porto di Civitavecchia, lasciando delle targhe marmoree a ricordo di questi eventi.
Il 9 dicembre venne creato cardinale in pectore e venne pubblicato solo nel concistoro del 30 aprile 1728, ricevendo la berretta cardinalizia e la diaconia di Santa Maria in Portico Campitelli il 10 maggio di quello stesso anno. Il 13 dicembre 1727 il pontefice gli garantì il titolo a vita di "libero e indipendente amministratore (corrispondente al titolo di feudatario) della terra di San Felice al Circeo", proprietà che egli aveva acquistato sette anni prima direttamente dalla camera apostolica. Prese parte al conclave del 1730 che elesse papa Clemente XII e dopo questo evento si dedicò al restauro di Ponte Sant'Angelo a Roma, che era in stato di abbandono dal lungo tempo. Partecipando a questi lavori sul campo come sovrintendente, a causa della sua abitudine di osservare il sole riflesso nelle acque del Tevere, si causò una degenerazione della vista che lo rese cieco per il resto dei suoi giorni.
Morì a Roma alle 4 di mattina del 20 ottobre 1730. La sua salma venne trasferita nel pomeriggio alla chiesa della Madonna Santissima del Carmine di Monte Santo al Popolo a Roma, ove il giorno successivo ebbero luogo i funerali. Venne sepolto nella cappella di famiglia in quella chiesa, senza elogio funebre come da sue disposizioni testamentarie.